# Gothic (Album)
Gothic (englisch für „gotisch“, figürlich „düster, schaurig“) ist das zweite Studioalbum der englischen Band Paradise Lost.
Die bei ihrem Erscheinen im März 1991 auf Peaceville Records als Death Metal mit Doom-Metal-Einflüssen oder Death Doom rezipierte Veröffentlichung gilt im Nachhinein als stilprägend und namensgebend für den Gothic Metal.

## Musikstil
Auf Gothic gingen Paradise Lost den Schritt vom Death Metal, der noch das Vorgängeralbum Lost Paradise bestimmte, zum Gothic Metal, für den sie zum Vorreiter avancierten. Die schweren Riffs ähneln denen von Bands wie Trouble oder Candlemass, hinzu kommen Death-Metal-ähnliche Grunts, die allerdings variabler eingesetzt werden und zum Teil nicht mehr so tief ausfallen wie bei der vorangegangenen Platte, jedoch oft nicht weniger aggressiv. Diese Elemente werden mit Gothic-Rock- bzw. Dark-Wave-Anleihen à la The Sisters of Mercy und Dead Can Dance, die „ein wichtiger Einfluss für Paradise Lost waren“, sowie einzelnen, vom Engineer Keith Appleton eingespielten Keyboard-Passagen und der hohen Stimme von Gastsängerin Sarah Marrion verbunden und nehmen damit spätere Erkennungszeichen des Gothic Metal vorweg.

„Bei ‚Gothic‘ waren wir absolut experimentierfreudig. Wir hatten nichts zu verlieren, wir hatten nichts zu gewinnen. Das ganze Album ist ein großes Experiment. Ca. ein Jahr später entstanden dann viele Bands, vor allem in Europa, die sich sehr nach dieser LP anhörten. Das Verwenden von Opern-Sängerinnen als Background-Vocals wurde nach ‚Gothic‘ schon fast zum Markenzeichen vieler Bands. […] Wenn sie auf unseren Stil aufbauen und dann etwas eigenes daraus machen, dann ist das in Ordnung. […] The Gathering aus Holland sind zum Beispiel große Paradise-Lost-Fans. Sie geben es zu und das ist O.K.“

Darüber hinaus beinhaltet das Titelstück Gothic orchestrale Passagen, das Outro Desolate ist gänzlich instrumental durch das Raptured Symphony Orchestra eingespielt. Wichtige Einflüsse für die klassischen und orchestralen Elemente waren Celtic Frosts Into the Pandemonium und Morbid Tales.
Bei den langsamen Passagen zeigte sich die Band von Black Sabbath und The Melvins inspiriert, von letzteren wird vor allem das Debütalbum Gluey Porch Treatments genannt. Auffällig ist auch das gegenüber Lost Paradise, das zwar auch schon bei Breeding Fear weiblichen Gesang enthielt, deutlich variablere Songwriting. So wechselt das Tempo von langsamen, doom-lastigen Passagen zu Midtempo-Songs, auf für den Death Metal typische Hochgeschwindigkeitsteile wird verzichtet. Auch innerhalb der Songs arbeitet Songwriter Gregor Mackintosh mit Tempowechseln, unerwarteten Breaks und ungewöhnlichen Taktarten, etwa einem 6/8-Takt bei Rapture. Beim Gitarren- und Schlagzeugsound wurde auf den großflächigen Einsatz von Reverb verzichtet, was der Platte jenseits der orchestralen Teile einen besonders trockenen Klang verleiht. Zudem sind die Gitarren deutlich weniger verzerrt als auf dem Debütalbum. Hervorstechend sind insbesondere die dominierenden, oft zweistimmig übereinandergelegten Leadgitarren Mackintoshs, die – aufgrund des meist monotonen Gesangs – die Melodien der Stücke transportieren.

„Wir hatten unseren Stil komplett ausgereizt. Also versuchten wir, nicht mehr so engstirnig zu denken und unserer düsteren Seite vielleicht auch mal die ein oder andere Melodie zu gönnen.“

„Death Metal war und ist eine ziemlich aufregende Angelegenheit. Aber er hat natürlich auch seine Grenzen. Ich meine, wie tief kann man seine Gitarre noch runterstimmen? Bis die Saiten schlaff am Hals baumeln? Wir dagegen versuchten, das Ganze auch mal aus einem anderen Blickwinkel zu betrachten, außerdem sind mir früher schon genug Adern im Auge geplatzt, während ich wie ein tollwütiger Hund abgegangen bin.“

## Texte
Auch in textlicher Hinsicht stellt Gothic eine Weiterentwicklung dar, die Texte, die allesamt von Nick Holmes verfasst wurden, wirken reifer als noch auf Lost Paradise. Sie handeln oft von dunklen Emotionen, „being miserable“, wie Holmes es zusammengefasst hat. Motive wie Schmerz, Furcht oder Trennung werden in oft kryptischer, nicht eindeutig interpretierbarer Weise thematisiert.

„Meine Sicht des Lebens ist schon ziemlich depressiv, momentan jedenfalls. Weißt du, das ganze Leben in Nordengland, unsere eigene Situation, das ist schon sehr trist und armselig, da tendiert man wohl schon zu ziemlich düsteren Gefühlen. Aber für mich hat das auch seinen Reiz, ich mag diese Stimmungen irgendwo, sie haben auch ihre eigenen Schönheiten.“

Die Verarbeitung in der Musik sei allerdings kein aktiver Prozess, sondern geschehe „ganz von selbst“. Es gehe ihm auch nicht um eine „reine Ästhetisierung des Depressiven“. Holmes schreibt in persönlicher Weise „über viele üble Dinge, etwa über Drogen“. Dies jedoch nicht in politischer Weise, sondern eher als „Reflexionen“, damit die Leute „eine Ahnung von dem bekommen, was mich bewegt“.

## Entstehungsgeschichte
Paradise Lost setzten mit Gothic einen Kontrapunkt zur Grindcore-Welle in England Anfang der 1990er Jahre, was Nick Holmes im Interview bestätigt: „Wir haben damals angefangen so extrem langsam zu spielen, weil alle anderen superschnell waren.“ Die Band sei im Death Metal verwurzelt, orientiere sich aber nicht an der Szene, sondern eher im persönlichen Umfeld.
Das Album wurde von November 1990 bis Januar 1991 in den Academy Music Studios in London eingespielt. Ab April 1991 folgte eine erste ausgedehnte Europa-Tour, u. a. mit Massacre. Auch ermöglichte dieser erste Achtungserfolg der Band, für die nächsten Alben einen lukrativeren Vertrag bei Music for Nations auszuhandeln.
Der Titel der Platte entstand, nachdem Gregor Mackintosh den Film Gothic von Ken Russell gesehen hatte. Er sagte zu Holmes: „Hey, what about calling it that?“ Holmes zögerte, bevor er dem zustimmte, weil er nicht wollte, dass die Leute Paradise Lost für eine Gothic-Band hielten. Darüber hinaus habe der Titel auch mit Schauerliteratur und gotischer Architektur zu tun: „We just like looking at gargoyles.“ – „Wir mögen es, Wasserspeier anzusehen.“
An anderer Stelle dementierte Mackintosh den Bezug zu Ken Russells Film und erklärte:

„Wir leben im sogenannten Lake District in Nordengland. Dort gibt es viele Burgen, Berge und endlos grüne Wiesen. Für mich umschreibt ‚Gothic‘ ein bestimmtes Gefühl. Klar, die Architektur gehört auch dazu. Der Titel faßt sehr gut die Stimmung, die Experimentierfreudigkeit des Albums zusammen. Ich liebe auch Gothic Poems, vor allem von Mary Shelley und Lord Byron.“

Die Titel Gothic und The Painless wurden zusammen mit Rotting Misery und Breeding Fear vom Debüt 1994 als Remixe auf der Gothic EP wiederveröffentlicht.

## Rezeption
Gothic gilt im Allgemeinen als „Durchbruch“ für Paradise Lost. Robert Müller sprach im deutschen Metal Hammer von „enorm intensiven“ Songs, in denen „auf einmal unheimlich schöne Tupfer“ auftauchten. Mittlerweile seien „Paradise Lost vielleicht die Death-Metal-Variante von Christian Death“. Er vergab sieben von sieben Punkten. Die Platte erreichte allerdings im monatlichen Soundcheck aller Redakteure nur den 20. Platz mit einem Schnitt von 3,80 Punkten. Rock-Hard-Chefredakteur Götz Kühnemund, der acht von zehn Punkten vergab, lobte gerade die Tatsache, dass sich die Band mit dem Album von den „üblichen Death-Metal-Klischees“ entfernte, was andererseits für die frühen Fans schon damals wie ein Stilbruch wirkte. Dennoch ebnete gerade der auch in der Folge praktizierte Stilwandel den Weg zu neuen Fangruppen. Auf Allmusic.com, wo Eduardo Rivadavia Gothic als „perfect logical step in retrospect“ bezeichnete, erhielt das Album drei von fünf Sternen.
Im Buch „Best of Rock & Metal“ des deutschen Rock-Hard-Magazins belegt Gothic den 148. Platz von 500 besprochenen Alben. Robert Pöpperl hebt die „wunderbar disponierte“ Gastsängerin hervor und spricht von einer „Jahrhundert-Scheibe“, die die spätere Entwicklung „zur lahmen Kopie von Depeche Mode“ „tragisch“ erscheinen lasse. Alexander Melzer von metal-observer.de hält Icon (1993) für stärker, zählt aber Gothic „zu den einflussreichsten Alben des Metal, da es eine komplette Stilrichtung neu definiert hat …“ Im britischen „Decibel-Magazine“ wird die Platte auch dank ihres „innovativen“ Klangs als „Kult-Klassiker“ bezeichnet, der „die Tore für viele Trends in der Metal-Welt geöffnet“ habe.

## Wirkung
Häufig wird die Wirkung des Gothic-Albums und seiner Nachfolger bis in den kulturellen Bereich hinein beschrieben. So gilt dieses Werk als stilprägend für ein ganzes Genre, den Gothic Metal, auf dessen Grundlage sich wenig später eine Mischkultur aus Gothic und Metal bildete.

„Nach dem Release von 'Gothic' sprangen in der Tat Bands wie Pilze aus dem Boden, die allesamt von Paradise Lost beeinflusst wurden, um es einmal vorsichtig auszudrücken. Es wurde sogar eine ganze Stilrichtung nach dem Album benannt: Gothic Metal.“

„In nahezu meiotischer Vorgehensweise schufen sie [Paradise Lost] Anfang der 1990er mit dem Album ‚Gothic‘ einen neuen Stil, der die Elemente des Gothic Rocks und die des Death Metals vereinte. Düstermänner, denen der Gothic Rock zu wenig harte Gitarren hervorbrachte, und Metal-Typen, die das ewige ‚Herumgethrashe‘ nicht mehr hören konnten, wuchsen zu einer neuen Fan-Gemeinde zusammen.“

## Titelliste
1. Gothic – 4:51
2. Dead Emotion – 4:37
3. Shattered – 4:01
4. Rapture – 5:09
5. Eternal – 3:54
6. Falling Forever – 3:35
7. Angel Tears – 2:40
8. Silent – 4:41
9. The Painless – 4:02
10. Desolate – 1:52

## Artwork
Das Cover wurde von Mackintosh und Holmes als verwackelter Ausschnitt aus einem Bandfoto gestaltet. Dieses wurde stark vergrößert und um 180 Grad gedreht. Auf dem Foto ist somit die Brusttasche von Matthew Archer und ein Teil von Gregor Mackintoshs Arm zu sehen. Es wurde von Richard Moran fotografiert und von Nick Holmes bearbeitet. In ähnlicher Weise wurden auch auf dem inneren, ebenfalls verwackelt wirkenden Bandfoto die Gesichter der Bandmitglieder durch die Wahl des Ausschnitts größtenteils nicht abgebildet. Das Kruzifix auf der Albenrückseite stammt von Gregor Mackintoshs Bruder.

“A lot of people think it was some big plan but really it was just a bunch of young kids just fiddling around in the dark.”

„Eine Menge Leute denken, es sei ein großer Plan gewesen, aber es war nur ein Haufen junger Kids, die im Dunkeln herumhantierten.“